# Santo Tomé (Cartelle)
Santo Tomé (llamada oficialmente Santa María de San Tomé) es una parroquia y un lugar español del municipio de Cartelle, en la provincia de Orense, Galicia.

## Historia
Determinado quizá por el patronazgo de Tomás el Apóstol, Santo Tomé fue un centro alfarero activo desde el siglo xviii hasta el primer tercio del xx. Produjo pucheros, jarras y varios tipos de «olas», siendo las más típicas las dedicadas a conservar o acarrear el agua. Llegando a tener una capacidad equivalente a 16 litros y medio, también fueron utilizadas como medida de vino en la comarca del Ribeiro.

## Organización territorial
La parroquia está formada por dos entidades de población:
- San Tomé
- Terzas

## Demografía

### Parroquia
| Gráfica de evolución demográfica de Santo Tomé (parroquia) entre 2000 y 2022 |
|                                                                              |
| Datos según el nomenclátor publicado por el INE.                             |

### Lugar
| Gráfica de evolución demográfica de San Tomé (lugar) entre 2000 y 2022 |
|                                                                        |
| Datos según el nomenclátor publicado por el INE.                       |